# 1995年世界短道速滑团体锦标赛
1995年世界短道速滑团体锦标赛于1995年3月24日-1995年3月26日在荷兰祖特梅尔举行。世界短道速滑团体锦标赛由国际滑冰联盟主办，该组织还举办速度滑冰和花样滑冰世界杯和锦标赛。
男女各七支队伍，每队四名选手参加500米和1000米，前四名分别获得5、3、2、1分；每队有两名选手参加3000米，前七名分别获得8、6、5、4、3、2、1分；每场预赛由不同国家的选手组成，总成绩最好的四队晋级接力，接力前四分别获得13、7、5、3分；一旦犯规，赋予0分。

## 比赛结果
| 项目 | 金牌                                                                                         | 银牌                                          | 铜牌                                                                                   |
| 男子 | 加拿大 · 弗雷德里克·布莱克本 · 德里克·坎贝尔 · 马克·加尼翁 · 布莱斯·霍尔贝克 · 西尔万·加尼翁 | · 李准镐 · 朴世佑 · 蔡智薰 · 宋在根 · 李成旭  | 美国 · 约翰·科伊尔 · 安德鲁·加贝尔 · 埃里克·弗莱姆 · J·P·先令 · 查尔斯·金              |
| 女子 | · 元蕙敬 · 全利卿 · 安尚美 · 金润美 · 金昭希                                                 | 中国 · 王春露 · 楊揚 · 张艳梅 · 杨阳 · 张冬香 | 加拿大 · 伊莎贝尔·沙雷 · 克里斯蒂娜·布德里亚 · 塔尼娅·维桑 · 安妮·佩罗 · 尚塔莱·塞维格 |

## 另请参阅
- 1995年世界短道速滑锦标赛